# Abolicionizem
Abolicionízem je bilo gibanje v ZDA od leta 1830, ki si je predvsem iz verskega prepričanja prizadevalo za takojšno odpravo suženjstva v južnih državah. Njihov cilj je bil dosežen leta 1863 oz. 1865 s koncem secesijske vojne. V severnih državah je bilo suženjstvo odpravljeno že leta 1774. 
Beseda abolicionizem izhaja iz angleške besede »abolition«, ki pomeni ukinitev, odprava.